# Lonchotaster
Lonchotaster is een geslacht van kamsterren uit de familie van de Astropectinidae.

## Soort
- Lonchotaster tartareus Sladen, 1889